# Stylurus flavicornis
Stylurus flavicornis är en trollsländeart som först beskrevs av James George Needham 1931.  Stylurus flavicornis ingår i släktet Stylurus och familjen flodtrollsländor. IUCN kategoriserar arten globalt som otillräckligt studerad. Inga underarter finns listade i Catalogue of Life.